# Knut Nihlén
Knut Fredrik Nilsson Nihlén, född 13 december 1877 i Ystad, död 7 mars 1952, var under många år trafikchef för Ystads Järnvägar, ett trafikförbund som omfattade sex oberoende järnvägsbolag, bland andra Malmö-Ystads järnväg och Ystad-Eslövs järnväg. Han var även aktiv i samhällslivet i Ystad.

## Uppväxt och yrkesliv
Fadern Nils Henriksson arbetade som konduktör. Vid 16 års ålder blev Nihlén anställd vid Ystad-Eslövs Järnväg som trafikelev och förblev inom Ystadsbanorna fram till sin pensionering den 1 januari 1942, från 1917 som trafikchef. Även den yngre brodern Nils Axel kom att arbeta inom järnvägen, som stationsskrivare. Nihlén blev trafikchef 1917, en befattning han behöll fram till 1941 när bolagen förstatligades.
Nihléns båda företrädare som trafikchef hade varit högskoleingenjörer, men själv gick han alltså den långa vägen inom organisationen. Hans insatser för järnvägarna blev med tiden smått legendariska, alltifrån ett rådigt ingripande vid en tågkollision 1912. I trafikchefens frånvaro fick Nihlén där ansvaret att leda räddningsarbetet.
Som trafikchef verkade Nihlén även för att stärka järnvägstrafiken generellt. Han fick mottaga såväl Nordstjärneorden som Vasaorden. Av den danske kungen, Christian X, fick han ta emot Dannebrogorden för sina insatser för att främja färjetrafiken mellan Ystad och Rønne på Bornholm.
Knut Nihlén dokumenterade Ystadbanornas historia på olika sätt. Under hela sin aktiva tid samlade han tidningsartiklar om järnvägarna. Han författade flera skrifter om de olika banorna. När det stod klart att Ystadsbanorna skulle införlivas med SJ 1941, tog han initiativ till ett järnvägsmuseum i Ystad och ett provisoriskt museum kunde invigas 1944.
Knut Nihlén var även aktiv i samhällslivet i Ystad. Han var verksam inom Ystads fornminnesförening. År 1927 startades på hans initiativ den första turistbyrån i Ystad och under en tid var Nihlén styrelseordförande i Ystads sparbank.

## Järnvägsmateriel med hans namn
Föreningen Skånska Järnvägar köpte 1971 ångloket MYJ 33 och gav det namnet Knut Nihlén. Loket var byggt 1918 och hade trafikerat Malmö-Ystads Järnvägar.
Länstrafiken Malmöhus trafikerade 1990-96 sträckan Malmö-Ystad med dieselmotorvagnar. Ett av dessa pågatåg hade namnet Knut Nihlén.

### Huvudkällor
- Améen, Lennart, Transport och trafik (1987). // (Kapitel i) Ystads historia. D. 4, Ystad under nittonhundratalet : 1914-1971. - S. 177-216
- Kärager, Vincent, Ystadjärnvägarnas historia. // (Artikelserie i tidskriften) Ångtrycket, 1992-1994, särskilt sista avsnittet, del 9, i nummer 1994:3